# Symphonie no 3 d'Elgar
Pour les articles homonymes, voir Symphonie nº 3.

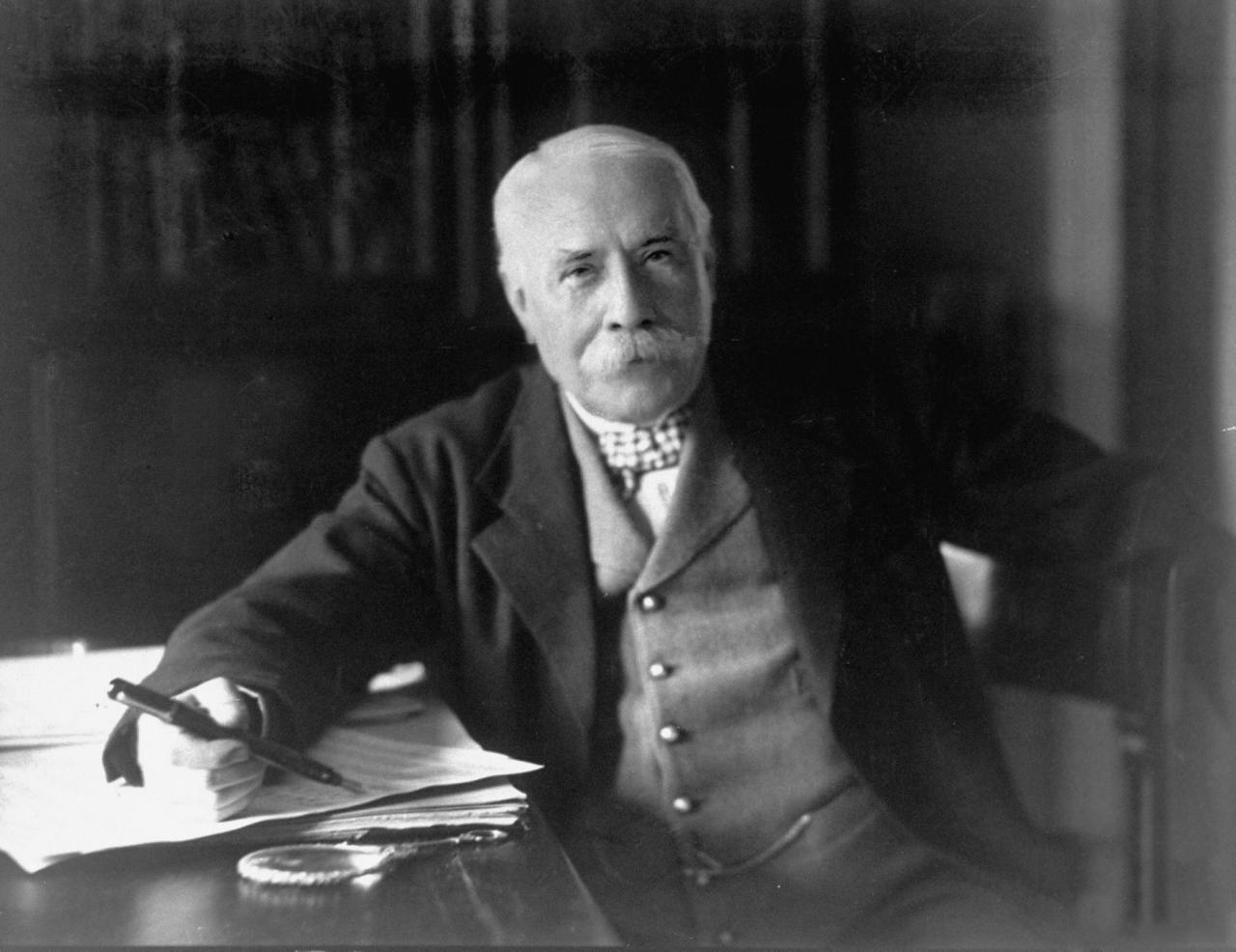
Edward Elgar (1931).

La Troisième Symphonie d'Edward Elgar est une symphonie demeurée inachevée à la suite de la mort du compositeur survenue en 1934. Elgar a laissé 130 pages de brouillons que le compositeur britannique Anthony Payne a travaillé pendant de nombreuses années et qui a abouti à l'écriture d'une symphonie complète en 1997, officiellement connue sous le nom « Edward Elgar : les esquisses de la Symphonie no 3 élaborées par Anthony Payne » ou « Elgar / Payne Symphonie n ° 3 ». 
La première exécution publique le fut au Royal Festival Hall le 15 février 1998 par le BBC Symphony Orchestra dirigé par Andrew Davis.

## Historique
Avec Bernard Shaw, la BBC et d'autres,Fred Gaisberg fut en partie responsable d'avoir persuadé Elgar d'écrire sa Symphonie nº 3 ,

## Structure de l'œuvre
La symphonie comporte quatre mouvements
1. Allegro molto maestoso
2. Scherzo allegretto
3. Adagio solenne
4. Allegro

Son exécution prend 55 minutes.

## Enregistrements
Le premier enregistrement a été réalisé pour NMC par le BBC Symphony Orchestra, dirigé par Andrew Davis, en octobre 1997, quatre mois avant la première représentation publique. Des enregistrements ultérieurs ont été réalisés par :
- Bournemouth Symphony Orchestra, Paul Daniel (2000, Naxos)
- London Symphony Orchestra, Sir Colin Davis (2001, LSO Live)
- BBC National Orchestra of Wales, Richard Hickox (2007, Chandos)
- Orchestre symphonique de Sapporo, Tadaaki Otaka (2008, Signum Classics)